# Brotoeja

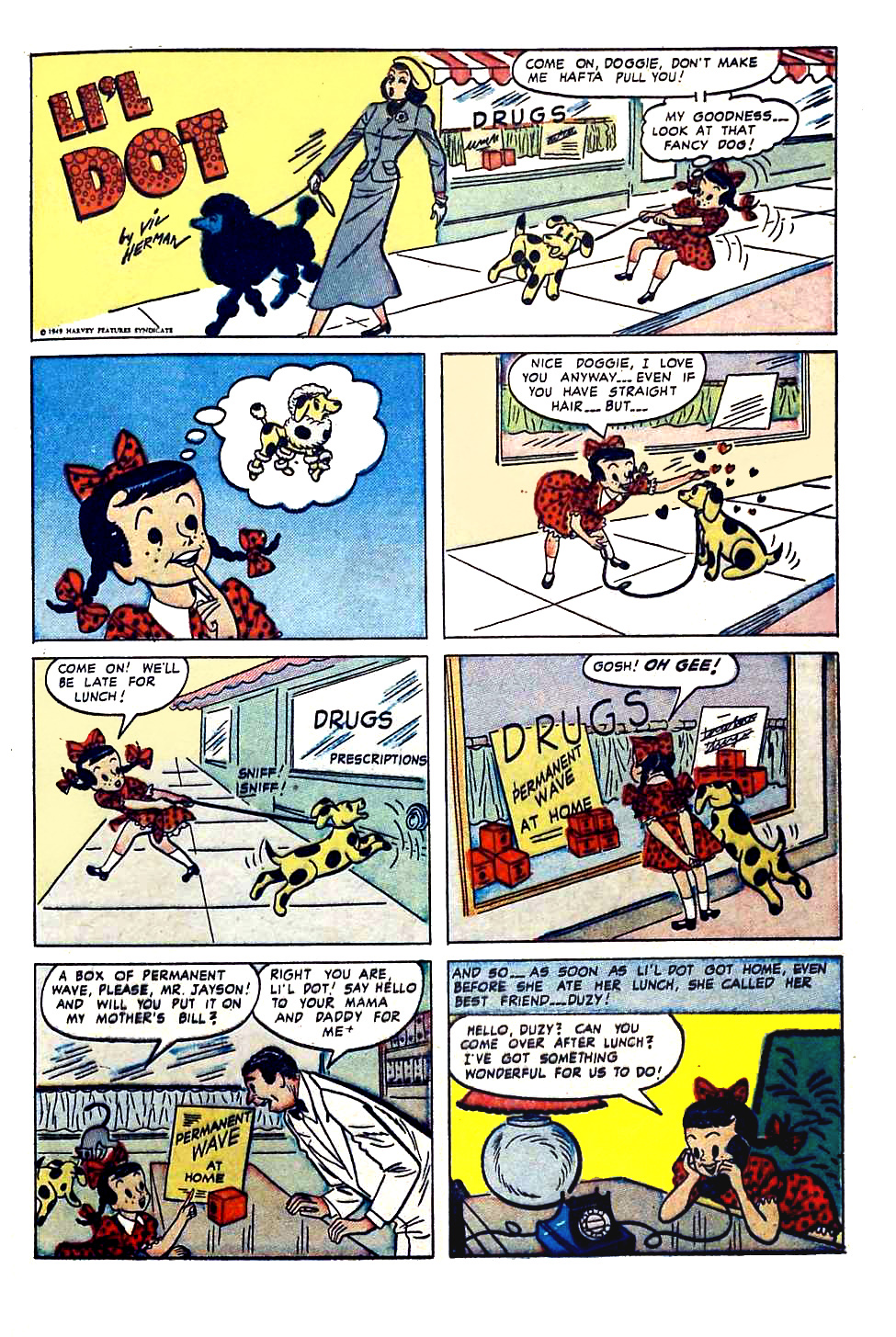
Li'l Dot, do final dos anos 40, precursora da Little Dot. Criado pelo cartunista Vic Herman, as histórias se concentravam principalmente na comédia de situação.

Brotoeja (Little Dot) é uma personagem de histórias em quadrinhos, publicada regularmente nos Estados Unidos pela Harvey Comics, entre 1949 e 1982 e, a partir de então, esporadicamente até 1994.
No Brasil, teve sua própria revista, publicada pela Rio Gráfica e Editora, durante mais de uma década. Durante o começo da década de 1970, era frequente, inclusive, a aparição de anúncios da revista na Rede Globo de Televisão, que era dona da editora, sempre promovida com outras três revistas infantis da editora: Riquinho, Bolota (Little Lotta) e Tininha (Little Audrey).
Além de sempre envolverem bolinhas, pelas quais a menina era fanática, as histórias de Brotoeja frequentemente apresentavam tios e tias da menina, sem qualquer preocupação em limitar o número deles a algo que fosse verossímil. Nos Estados Unidos, inclusive, além da revista Little Dot, durante treze anos foi publicada uma revista intitulada  Little Dot's Uncles & Aunts, dedicada aos inúmeros tios e tias de Brotoeja, cada qual com sua própria obsessão.
Nos Estados Unidos, foi na revista Little Dot que, pela primeira vez, surgiram personagens que viriam a se tornar populares, como Riquinho (Richie Rich) e Bolota (Little Lotta).
Em comparação com muitas propriedades de Harvey, a personagem não foi adaptada para a animação até 2018, quando foi lançada na Netflix, a série Harvey Street Kids, onde aparece ao lado de Bolota e Tininha.